# 6150 Neukum
6150 Neukum este un asteroid din centura principală de asteroizi.

## Descriere
6150 Neukum este un asteroid din centura principală de asteroizi. A fost descoperit pe 16 martie 1980 la Observatorul La Silla de Claes-Ingvar Lagerkvist. El prezintă o orbită caracterizată de o semiaxă mare de 3,15 ua, o excentricitate de 0,14 și o înclinație de 3,7° în raport cu ecliptica.